# J・H・ワイマン
ジョエル・ハワード・"J・H"・ワイマン（Joel Howard "J. H." Wyman, 1967年1月5日 - ）は、アメリカ合衆国生まれでカナダ育ちの俳優、テレビプロデューサー、監督、脚本家である。俳優としてキャリアを始め、アメリカ及びカナダの映画やテレビシリーズに出演する。2000年代以降はプロデューサー、脚本家としての活動が増える。
2013年からはフォックスの『Almost Human』で企画、製作総指揮、ショーランナーを務める。

## 生い立ちと学歴
アメリカ合衆国のカリフォルニア州オークランドで生まれ、カナダのケベック州モントリオールで育った。俳優としてのキャリアを追求するためにトロントを離れ、カリフォルニア州ロサンゼルスの American Academy of Dramatic Art へ通った。

## キャリア
1992年に『プロムナイトIV』で初めての映画出演を果たす。その後もテレビシリーズ『Catwalk』、『Kung Fu: The Legend Continues』、『Counterstrike』、『暗黒の戦士 ハイランダー』などへ出演する。
2001年に映画『ザ・メキシカン』で脚本・製作総指揮を務める。

### 『FRINGE/フリンジ』
2008年にワイマンはフォックスのSFシリーズ『FRINGE/フリンジ』の第1シーズンで脚本・共同エグゼクティブ・プロデューサーとして雇われる。第2シーズンにはエグゼクティブ・プロデューサー兼共同ショーランナーに昇格する。以下は執筆したエピソードの一覧である
- 第1シーズン第18話「誘う女（英語版）」
- 第1シーズン第20話「もうひとつの世界（英語版）」
- 第2シーズン第2話「地下生物（英語版）」
- 第2シーズン第6話「灰化（英語版）」
- 第2シーズン第8話「オーガスト（英語版）」
- 第2シーズン第16話「ピーター（英語版）」
- 第2シーズン第18話「白いチューリップ（英語版）」
- 第2シーズン第20話「ガラスの心臓（英語版）」
- 第2シーズン第22話「帰還 Part1（英語版）」
- 第2シーズン第23話「帰還 Part2（英語版）」
- 第3シーズン第1話「オリビア（英語版）」
- 第3シーズン第8話「再会（英語版）」
- 第3シーズン第10話「運命（英語版）」
- 第3シーズン第15話「家族（英語版）」
- 第3シーズン第17話「魂の救済（英語版）」
- 第3シーズン第19話「LSD（英語版）」
- 第3シーズン第22話「終焉（英語版）」
- 第4シーズン第1話「第三の世界（英語版）」
- 第4シーズン第4話「被験者9番（英語版）」
- 第4シーズン第11話「救世（英語版）」
- 第4シーズン第15話「愛の在りか（英語版）」 監督兼任
- 第4シーズン第19話「支配された未来（英語版）」
- 第4シーズン第21話「新世界 Part1（英語版）」
- 第4シーズン第22話「新世界 Part2（英語版）」
- 第5シーズン第1話「2036年（英語版）」
- 第5シーズン第2話「希望（英語版）」
- 第5シーズン第5話「復讐（英語版）」
- 第5シーズン第13話「絆（英語版）」 監督兼任